# Weiherbach (Prim, Göllsdorf)
Der Weiherbach, am Oberlauf Vollochbach und am Mittellauf Hochbach genannt, ist ein etwa 8,5 km langer, östlicher und rechter Zufluss der Prim in Baden-Württemberg.

## Geographie

### Verlauf
Der  Weiherbach entspringt als Vollochbach in zwei Quellen auf einer Höhe von ca. 703 m ü. NHN auf dem Hummelberg östlich von Zepfenhan. Von dort fließt er zunächst nach Norden, dann nach Westen um Zepfenhan herum in das bewaldete Lanzental. Unterhalb der rechten Höhe Engelsburg durchläuft er den Hardthauser See, danach öffnet sich die Talaue. Beim Weiler Hardthaus wendet er die Fließrichtung nach Süden und fließt bald darauf durch den Linsenbergweiher. Zwischen beiden genannten Seen wird der Bach Hochbach genannt. Etwas südlich des zweiten fließt ihm von links und Osten der Jungbrunnenbach zu. In Göllsdorf nimmt er ebenfalls von links und Osten den Knollenbach auf, bevor er nach einem erneuten Richtungswechsel in westliche Richtung von rechts und Osten auf einer Höhe von 554 m ü. NHN in die Prim mündet.
Der etwa 8,5 km lange Lauf des Weiherbachs endet ungefähr 149 Höhenmeter unterhalb seiner Quelle, er hat somit ein mittleres Sohlgefälle von etwa 17 ‰.

### Typisierung
Der Weiherbach wird als feinmaterialreicher, karbonatischer Mittelgebirgsbach des Keupers typisiert, nur der Oberlauf bei Zepfenhan gilt noch als grobmaterialreicher, karbonatischer Mittelgebirgsbach.

### Einzugsgebiet
Das Einzugsgebiet ist rund 18,2 km² groß. Sein höchster Punkt liegt im Osten auf dem Flugplatz Zepfenhan auf einer Höhe von 745,5 m ü. NHN. Das Einzugsgebiet gehört naturräumlich gesehen zum Südwestlichen Albvorland und zu den Oberen Gäuen. Es umfasst vom Unteren Jura bis hinab zum Gipskeuper zahlreiche Schichtstufen des Südwestdeutschen Schichtstufenlands.

## Naturschutz und Schutzgebiete
Der Bach fließt nördlich von Göllsdorf durch das Naturschutzgebiet Linsenbergweiher, welches auch zum FFH-Gebiet Prim-Albvorland gehört.

### LUBW
Amtliche Online-Gewässerkarte mit passendem Ausschnitt und den hier benutzten Layern: Lauf und Einzugsgebiet des Weiherbachs

Allgemeiner Einstieg ohne Voreinstellungen und Layer: Daten- und Kartendienst der Landesanstalt für Umwelt Baden-Württemberg (LUBW) (Hinweise)
1. 1 2 3  Höhe ermittelt über WPS-Prozess (Geländehöhe).
2. ↑  Länge nach dem Layer Gewässernetz (AWGN).
3. ↑  Einzugsgebiet nach dem Layer Basiseinzugsgebiet (AWGN).
4. ↑  Schutzgebiete nach den einschlägigen Layern, Natur teilweise nach dem Layer Biotop.

### Andere Belege
1. ↑  Friedrich Huttenlocher: Geographische Landesaufnahme: Die naturräumlichen Einheiten auf Blatt 178 Sigmaringen. Bundesanstalt für Landeskunde, Bad Godesberg 1959. → Online-Karte (PDF; 4,3 MB)
2. ↑  Geologie nach den Layern zu Geologische Karte 1:50.000 auf: Mapserver des Landesamtes für Geologie, Rohstoffe und Bergbau (LGRB) (Hinweise)